# Freecycle
Freecycle est un mouvement international dont l'objectif est de favoriser le don et la réutilisation d'objets pour éviter leur mise en décharge. Il fonctionne au niveau local à travers une multitude de groupes. Son slogan est « Don après don, nous changeons le monde » (en anglais : « Changing the world one gift at a time »).

## Historique
Freecycle (The Freecycle Network ou TFN) a été créé aux États-Unis – plus exactement à Tucson, Arizona – par Deron Beal le 1er mai 2003 dans le but de réduire le gaspillage. L'idée s'est rapidement répandue à travers le monde. Aujourd'hui il existe plus de 4 800 groupes locaux, comptant plus de 7 millions de membres dans 85 pays.
En France on compte actuellement 75 groupes soit plus de 34 000 membres.

Depuis 2006, Freecycle France est membre du collectif L'Alliance pour la planète.

## Fonctionnement
Les utilisateurs du réseau proposent gratuitement des objets via une liste de diffusion (la plateforme web associée étant généralement un groupe Yahoo!) et ces objets sont récupérés par d'autres utilisateurs.
Des modes d'emploi rappellent qu'il ne s'agit pas de troc ni de marché d'occasion : les objets sont donnés. Contrairement à d'autres sites fonctionnant sur le même modèle, Freecycle permet à ses membres de faire des demandes de type « cherche » (en plus du type « donne ») au reste de la communauté.
Il s'agit d'un système de don local, il n'y a généralement pas d'envoi des objets mais une remise en main propre. Les groupes sont donc rattachés à une ville ou à une zone géographique restreinte.
Chaque groupe Freecycle est animé par des modérateurs bénévoles.